# Conselho Nacional de Metrologia, Normalização e Qualidade Industrial
Conmetro - Conselho Nacional de Metrologia, Normalização e Qualidade Industrial é um órgão normativo do Sinmetro e que tem o Inmetro como sua secretaria executiva.
O Conmetro é competente para expedir atos normativos e regulamentos técnicos, nos campos da Metrologia e da Avaliação da Conformidade de produtos, de processos e de serviços.